# Rhodinicola thomassini
Rhodinicola thomassini is een eenoogkreeftjessoort uit de familie van de Clausiidae. De wetenschappelijke naam van de soort is voor het eerst geldig gepubliceerd in 1970 door Laubier.